# 1940-те
1940-те са десетилетие на 20 век, обхващащо периода от 1 януари 1940 до 31 декември 1949 година.
Първата половина от десетилетието е белязана от Втората световна война която слага своя отпечатък върху страните и хората в Европа, Азия и по света. Последиците от войната се усещат дълго след приключването на военните действия, а изтощената Европа е разделена на две сфери на влияние от страна на Западния свят и Съветския съюз и започва Студената война. В следвоенната ера са създадени нови институции за потушаване на вътрешни и външни конфликти: ООН и системата Бретън Уд които улесняват икономическото възстановяване и водят до подем, продължил до 1970-те. След войната протича деколонизация и се появяват нови държави и правителства като Индия, Пакистан, Израел, Виетнам, които провъзгласяват своята независимост, макар че често това е съпроводено с кръвопролития. През десетилетието са поставени основите на нови технологии (като компютрите, ядрената енергия и реактивните двигатели), често водещи началото си като разработки с военни приложения, които по-късно са адаптирани за граждански цели.